# Campeonato Uruguaio de Futebol de 1961
O Campeonato Uruguaio de Futebol de 1961 foi a 30ª edição da era profissional do Campeonato Uruguaio. O torneio consistiu em uma competição com dois turnos, no sistema de todos contra todos. O campeão foi o Peñarol.

## Classificação[2]
| Pos | Equipe               | Pts | J  | V  | E  | D  | GP | GC | SG  |
| --- | -------------------- | --- | -- | -- | -- | -- | -- | -- | --- |
| 1°  | Peñarol              | 30  | 18 | 13 | 4  | 1  | 51 | 22 | 29  |
| 2°  | Nacional             | 27  | 18 | 13 | 1  | 4  | 39 | 16 | 23  |
| 3°  | Defensor             | 23  | 18 | 9  | 5  | 4  | 35 | 27 | 8   |
| 4°  | Danubio              | 17  | 18 | 6  | 5  | 7  | 25 | 31 | -6  |
| 5°  | Cerro                | 16  | 18 | 3  | 10 | 5  | 24 | 26 | -2  |
| 6°  | Racing               | 15  | 18 | 5  | 5  | 8  | 30 | 45 | -15 |
| 7°  | Rampla Juniors       | 15  | 18 | 6  | 3  | 9  | 25 | 28 | -3  |
| 8°  | Liverpool            | 14  | 18 | 3  | 8  | 7  | 23 | 30 | -7  |
| 9°  | Montevideo Wanderers | 12  | 18 | 3  | 6  | 9  | 23 | 35 | -12 |
| 10° | Fénix                | 11  | 18 | 3  | 5  | 10 | 26 | 41 | -15 |

|  | Campeão e classificado à Libertadores de 1962. |
|  | Classificado à Libertadores de 1962.           |
|  | Disputam os playoffs de descenso.              |

Promovido para a próxima temporada: Central.

## Playoffsde descenso
|       | Resultado |                      |
| ----- | --------- | -------------------- |
| Fénix | 4 – 0     | Montevideo Wanderers |
| Fénix | 3 – 2     | Montevideo Wanderers |

| Campeonato Uruguaio de 1961  |
| ---------------------------- |
| Peñarol Campeão (26º título) |